# 尹賢浩
尹賢浩（韓語：윤현호），韓國電影及電視劇編劇。

## 作品

### 電視劇
- 2015年：SBS《Remember-兒子的戰爭》
- 2018年：tvN《武法律師》
- 2022年：tvN《軍檢察官多伯曼》

### 電影
- 2011年：《我是爸爸》
- 2013年：《正義辯護人》
- 2017年：《共助》

## 外部連結
- NAVER搜索 （页面存档备份，存于）